# Loïck Fougeron
Pour les articles homonymes, voir Fougeron.
 (août 2010).
Si vous disposez d'ouvrages ou d'articles de référence ou si vous connaissez des sites web de qualité traitant du thème abordé ici, merci de compléter l'article en donnant les références utiles à sa vérifiabilité et en les liant à la section « Notes et références ».
Loïck Fougeron, né le 26 septembre 1926 à Saint-Nazaire (Loire-Inférieure) et mort à Cabestany, le 12 février 2013,, est un marin français.

## Biographie
À bord de Captain Browne, un cotre en acier de 9,50 mètres, dessiné par l'architecte naval Louis Van de Wiele (époux d'Annie Van de Wiele), il participe au Golden Globe Challenge, course autour du monde par les trois caps et ancêtre du Vendée Globe. Parti de Plymouth le  22 août 1968, en même temps que son ami Bernard Moitessier sur Joshua, Loïck Fougeron est contraint à l'abandon au large de l'île de Tristan da Cunha (Atlantique Sud) à la suite d'avaries causées par une forte tempête.
Le passage du Cap Horn devient alors le but du navigateur. En 1972 il repart à bord d'un nouveau ketch en acier de 12 mètres, "Captain Browne II", en compagnie de Betty Blancquaert, une équipière sans expérience maritime. Un fort coup de vent l'empêche encore de franchir le Horn et le contraint, le 21 février 1973, à mettre le cap sur Panama.
En 1976, il réussira enfin à atteindre son but, et à passer le Horn en solitaire à bord du même bateau. À cette date, il est le quatrième Français à réaliser un tour du monde à la voile en solitaire par le cap Horn.

## Œuvres littéraires
Il est l'auteur de deux ouvrages relatant une partie de sa vie maritime : Si près du cap Horn (1974) et Rayon vert au cap Horn (1978), édités aux éditions Pen Duick. Ces deux livres ont été réédités par les éditions Maîtres du vent-Babouji.